# پاول آداموویچ
پاول بوگدان آداموویچ  (لهستانی: Paweł Bogdan Adamowicz) (۲ نوامبر ۱۹۶۵ در گدانسک – ۱۴ ژانویه ۲۰۱۹ در گدانسک) وکیل و سیاستمدار لهستانی بود. وی به مدّت ۲۰ سال، برای ۶ دوره شهردار گدانسک بود.
پاول در دانشگاه گدانسک در رشته حقوق تحصیل کرد و در این دانشگاه با حضور در جنبش دانشجویی دهه ۸۰ میلادی فعالیت سیاسی خود را آغاز کرد. آداموویچ از هماهنگ‌کنندگان اعتصاب سال ۱۹۸۸ بود.
او که از اعضای حزب پلتفرم مدنی لهستان بود در سال ۱۹۹۰ برای عضویت در شورای شهر گدانسک انتخاب شد و تا سال ۱۹۹۸ توانست کرسی خود را در این سمت حفظ کند. پس از آن به عنوان شهردار گدانسک انتخاب شد.
آداموویچ در انتخابات سال ۲۰۱۸ بار دیگر توانست با کسب ۶۴٫۸ درصد آراء موقعیت خود را به عنوان شهردار حفظ کند، او پیشتر در ۱۰ نوامبر ۲۰۰۲ توانست با کسب ۷۲ درصد آراء بار دیگر شهردار گدانسک شود.
آداموویچ در ۱۳ ژانویه ۲۰۱۹، در جریان یک رویداد خیریه زنده بر اثر یک سوء قصد در گدانسک به شدت مجروح شد و روز بعد در سن ۵۳سالگی براثر شدت جراحات وارده، درگذشت.

## ترور
آداموویچ عصر روز یکشنبه ۱۳ ژانویه ۲۰۱۹ م هنگامی که در ۲۷مین کنسرت خیریه به نام «ارکستر بزرگ خیریه کریسمس» روی سن سخنرانی می‌کرد، توسط مرد ۲۷ ساله‌ای با چاقو مورد حمله قرار گرفت. با وجود اینکه فوراً او را به بیمارستان منتقل کردند و تحت عمل جراحی قرار گرفت، روز بعد بر اثر وخامت جراحات داخلی در ناحیه قلب و شکم درگذشت.
معلوم شد که ضارب یک زندانی سابق بود و در گذشته به بانک حمله کرده و تازه از زندان آزاد شده بود. او بعد از حمله، میکروفون را به دست گرفت و جلوی تماشاگران فریاد زد «در زمان شهرداری آداموویچ بی حق زندانی شدم و توسط حزب آداموویچ شکنجه شده و به خاطر همین آداموویچ مرده.» پس از این سخنان وی دستگیر شد.

## واکنش‌ها
در روز دوشنبه چهاردهم ژانویه، هزاران نفر در سراسر لهستان برای ادای احترام به آداموویچ راهپیمایی کردند. آندژی دودا، رئیس‌جمهور، این حمله را «شرارت سخت» توصیف کرد و اظهار داشت که روز تشییع جنازه آداموویچ را به عنوان روز عزای ملی اعلام می‌کنم. وزیر داخله یوآخیم بروجینسکی این حمله را «اقدامی بربری و غیرقابل توضیح» توصیف کرد، شهردار ورشو رافال تژاسکووسکی که هم‌حزبی آداموویچ است اعلام کرد که در ورشو عزای عمومی سه روزه اعلام می‌شود و دونالد توسک، رئیس‌جمهور اتحادیه اروپا، در توییتر گفت: «پاول آداموویچ، شهردار گدانسک، مرد صلح و آزادی و یک دوست خوب اروپایی من کشته شد و امیدوارم در صلح بیارامد.» آنتون علیخانوف، فرماندار منطقه کالینینگراد در روسیه، ابراز تأسف کرد و در سوگ از دست دادن آداموویچ دوست بزرگش، یک دقیقه سکوت اعلام کرد. همسر آداموویچ مگدالِنا که در زمان ترور در لندن بود، به خاطر از دست دادن شوهرش توسط دولت لهستان به لهستان بازگشت.
حمله به آداموویچ اولین حمله تروریستی علیه یک سیاستمدار است که بعد از قتل اولین رئیس‌جمهور جمهوری دوم لهستان، ناروتوویچ، در سال ۱۹۲۲. در جمهوری لهستان رخ داده‌است. به خاطر همین شرکت کنندگان در راهپیمایی یادبود آداموویچ در روز مرگ وی در ورشو، از محل کنسرت ارکستر بزرگ خیریه که جلوی کاخ فرهنگ و علم شهر برگزار شده بود، به جلوی گالری زاحتا یعنی مکان قتل سال ۱۹۲۲ رفتند و بر پله گالری شمع گذاشتند.